# Driver 76
Driver 76 – prequel gry Driver: Parallel Lines, akcja gry toczy się w Nowym Jorku, pierwsza część z serii przeznaczona na konsole PSP. Akcja gry toczy się dwa lata przed rozpoczęciem fabuły Driver: Parallel Lines, jest to rok 1976. W grze wykorzystano utwory muzyczne z lat 70. XX wieku.

## Rozgrywka
- Sześć wątków fabularnych
- Tuning pojazdów
- 30 misji do wykonania
- Wersja językowa: pełna polska wersja

### Tryby gry wieloosobowej
- Wyścigi uliczne
- "Destrukcyjne derby"

### Soundtrack
- The Wrecking Crew – Bump and Boogie
- Sir Mack Rice – Bump Meat
- Chuck Brown & The Soul Searchers – Bustin' Loose
- Dave Hamilton – Cracklin' Bread
- Maceo & The Macks – Cross the Tracks
- Billy (Sugar Billy) Garner – I Got Some
- Funkadelic – I'll Bet You
- Savoy Brown – I'm Tired
- The Pazant Brothers & The Beafourt Express – Loose and Juicy
- Iggy Pop – Neighbourhood Threat
- Blondie – One Way or Another
- Billy Preston – Outa-Space
- The Temptations – Poppa Was a Rolling Stone
- The Stranglers – Peaches
- Roy Ayers – Running Away
- Johnny 'Hammond' Smith – Shifting Gears
- Donald Byrd – Street Lady
- David Bowie – Suffragette City
- Labi Siffre – The Vulture
- War – Low Rider
- Marvin Gaye – Trouble Man
- Blondie – Denis